# 루실 브레머

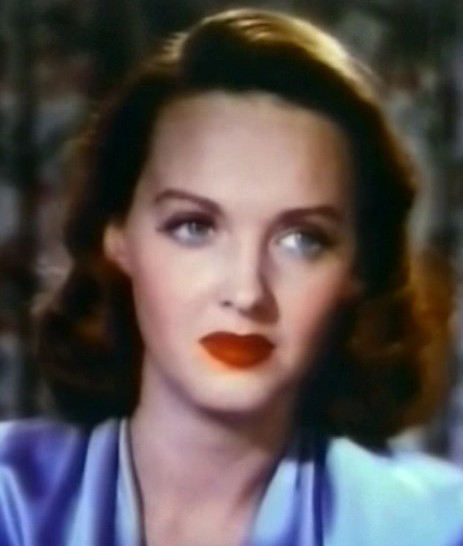

루실 브레머(Lucille Bremer, 1917년 2월 21일 ~ 1996년 4월 16일)는 미국의 배우, 댄서, 음악가, 영화배우이다.
앰스터댐 (뉴욕주)에서 태어났으며 라호이아에서 사망하였다. 사인은 심근 경색이다.

## 영화
- 틸 더 클라우즈 롤 바이 (1946년)
- 지그펠드 폴리스 (1946년)
- 욜란다 앤 더 씨프 (1945년)
- 세인트 루이스에서 만나요 (1944년) - 로즈 스미스 역